# Heishanobaatar
Heishanobaatar is een geslacht van uitgestorven zoogdieren die behoren tot de orde van de Multituberculata, familie Eobaataridae. De fossiele resten komen uit het Vroeg-Krijt van China. Deze herbivoren leefden tijdens het Mesozoïcum, ook wel bekend als het tijdperk van de dinosauriërs. Ze behoorden tot de meest geëvolueerde vertegenwoordigers van de informele onderorde van de Plagiaulacida.

## Naamgeving
De typesoort Heishanobaatar triangulus werd in 2010 benoemd door Nao Kusuhashi, Yaoming Hu, Yuanqing Wang, Takeshi Setoguchi en Hiroshige Matsuoka. De geslachtsnaam Heishanobaatar (van de naam van de Chinese prefectuur waar de ontdekking plaatsvond, Heishan, en van het Mongoolse 'baatar', 'held', een term die vaak als achtervoegsel wordt gebruikt bij de talrijke soorten Multituberculata uit de Krijt van Azië, betekent letterlijk 'held van Heishan'. De soortaanduiding triangulus ('driehoekig' in het Latijn) verwijst naar de driehoekige kroon van de p3 in zijaanzicht, die een van de kenmerken van de soort is.
Het holotype IVPP V14493 bestaat uit een linkeronderkaak ontdekt bij Badaohao, in de prefectuur Heishan, provincie Liaoning. De paratypen zijn de rechteronderkaken VPP V14484 en IVPP V14492.

## Beschrijving
Heishanobaatar triangulus is een middelgrote multituberculaat die wordt gekenmerkt door een langwerpige onderste snijtand, volledig bedekt met glazuur, een p2 met een enkele wortel, een p3 met twee driehoekige wortels in zijaanzicht, een p4 met acht inkepingen, een m1 met de formule van de knobbels 2: 2, en één m2 met formule 1 (fusie van beide oorspronkelijke knobbels): 2. Hij verschilt van de andere plagiaulaciden, behalve de eobaatariden, doordat hij drie onderste premolaren heeft in plaats van vier, een p4 die van voor naar achter langwerpig is ten opzichte van de p3 en acht inkepingen op de p4. Hij verschilt van Liaobaatar, Hakusanobaatar en Sinobaatar doordat hij een driehoekige p3 heeft in plaats van een ovaal in zijaanzicht. Hij verschilt van Eobaatar, Janumys, Liaobaatar, Loxaulax en Sinobaatar in de formule van de knobbels van de m1. In vergelijking met Eobaatar heeft hij een volledig geëmailleerde snijtand. Hij verschilt van Tedoribaatar door drie lagere premolaren en een p3 met twee wortels. 
Deze vondst toont aan dat verschillende multituberculaten aanwezig waren in Azië in het Vroeg-Krijt en suggereert dat de zoogdierfauna die bekend is van de Shahai- en Fuxin-formaties waarschijnlijk een overgangstoestand vertoont tussen de fauna van de Yixianformatie en de fauna van het Laat-Krijt van Azië.

## Verspreiding
De overblijfselen zijn ontdekt in de lagen die dateren uit het Vroeg-Krijt (Aptien of Albien) van Badaohao, Heishan, Liaoning, in het noordoosten van China; (Shahaiformatie).